# Обсадна колона

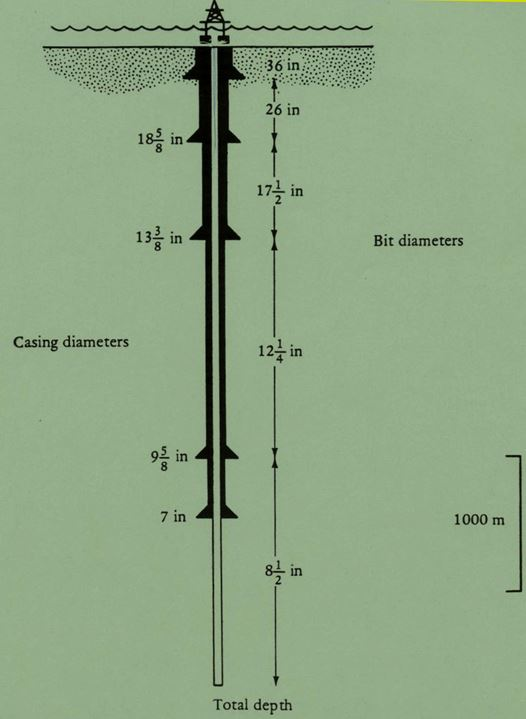
Рис. 1. Діаметри обсадної колони свердловини.

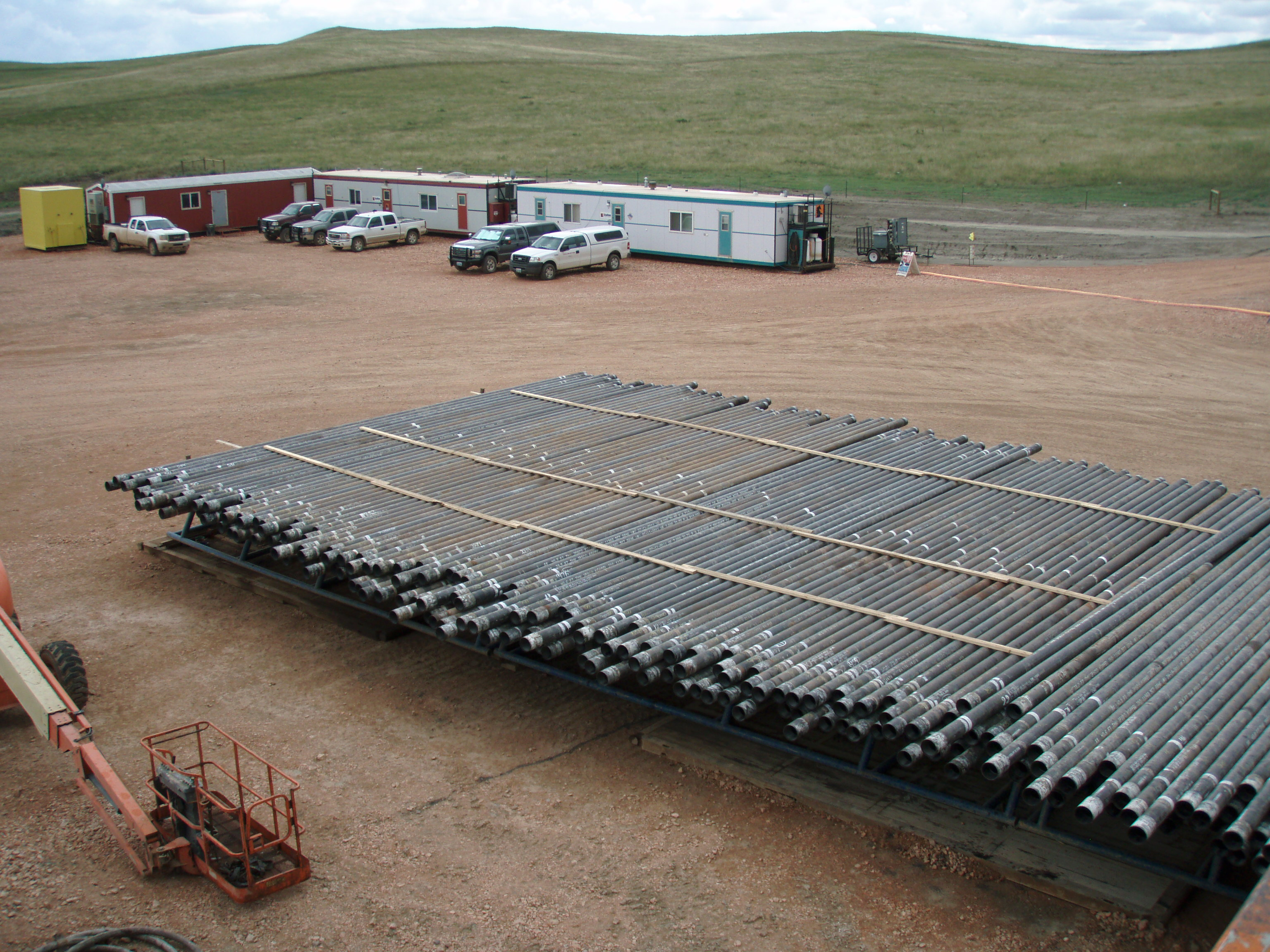
Рис. 2. Обсадні труби розташовані на стійці на буровій платформі під час підготовки до монтажу

Обсадна колона (рос. обсадная колонна, англ. casing string; нім. Verrohrung f, Futterrohrstrang m, Futterrohrtour f, Rohrfahrt f, Röhrenfahrt f) — колона обсадних труб, яка призначена для кріплення бурових свердловин, а також ізоляції продуктивних горизонтів при експлуатації; складається з обсадних труб шляхом послідовного їх зґвинчування (іноді зварювання).

## Історія
Ідея обсадних труб виникла в Америці у ХІХ ст. Навесні 1858 р. Едвін Дрейк — генеральний представник фірми «Сенека ойл» (перезаснована «Пенсильванія рок ойл компані») прибув у Тітусвілл і розпочав пошукові роботи. При бурінні на глибині близько 5 м стінки свердловини почали змикатися і для їх утримання Дрейк вирішив забивати труби — так було винайдено і вперше успішно застосовано спосіб буріння з обсадними трубами.

## Загальна характеристика
Обсадні труби, що застосовуються при бурінні нафтових і газових свердловин, виготовляються в основному зі сталі з двома нарізними кінцями і наґвинченою муфтою на одному кінці (іноді безмуфтові з рурковим кінцем). Товщина стінок труб в залежності від діаметрів становить 5-16 мм. Застосовують О.к. трьох видів: кондуктори, проміжні і експлуатаційні колони. Проміжні колони призначені для кріплення стінок нижніх інтервалів свердловин. Кондуктори і проміжні колони, як правило, цементуються. Колона експлуатаційна перекриває продуктивні горизонти. Через перфораційні отвори в колоні в свердловину надходить нафта і газ, які рухаються до гирла по колоні насосно-компресорних труб. Довжини, діаметри і кількість О.к. визначаються геол. умовами буріння, рівнем техніки і технології будівництва свердловин, умовами попередження і ліквідації можливих ускладнень і аварій тощо. На ниж. ділянці О.к. встановлюються зворотний клапан, турбулізатори, центруючі ліхтарі та ін. для забезпечення надійного цементування. Діаметри експлуатац. колон 114 — 68 мм, проміжних колон 178 — 503 мм. Довжина О.к. досягає 7000 м, а маса 350 — 400 т. Для спуску колон використовуються вежа, лебідка, талева система, а також механізми для підвішування спущеної колони в гирлі свердловини.

## Проміжна колона

Рис. 3. Конструкція свердловини.

ПРОМІЖНА КОЛОНА — елемент конструкції свердловини — проміжна обсадна колона, яка спущена між кондуктором і експлуатаційною колоною і служить для перекриття зон ускладнень чи горизонтів, що розміщені вище проектної глибини.
У залежності від кількості проміжних колон конструкція свердловини може бути:
1. одноколонна — у свердловину опущені напрямок (напрямна труба), кондуктор та експлуатаційна колона;
2. двоколонна — у свердловину, крім напрямку, кондуктора і експлуатаційної колони, опущена одна проміжна технічна колона.

При спуску у свердловину двох чи більше проміжних колон її конструкція буде багатоколонною.
Характерною особливістю ряду газових родовищ є наявність аномально високих пластових тисків, а також масивних газових покладів з великим поверхом газоносності. При будівництві свердловин на газових родовищах необхідно урахувати специфічні особливості:
1. пружність і стисливість газу, що насичує промивну рідину під час буріння;
2. значно вищу рухомість газу і проникну здатність порівняно з нафтою і водою;
3. значно вищий тиск вздовж стовбура від вибою до гирла порівняно з нафтовими свердловинами за однакових пластових тисків;
4. високі дебіти і швидкості руху газу при експлуатації газових свердловин, що викликають значні втрати пластової енергії. З метою попередження розриву стінок свердловини на газових родовищах глибина спуску проміжних колон має бути більшою, ніж на нафтових родовищах.

Для запобігання виникненню грифонів необхідно до розкриття газових чи напірних горизонтів кондуктором або проміжною колоною перекрити всю пачку порід, які здатні поглинати промивну рідину і через які можливий вихід газу на поверхню. Опирач колони треба встановлювати в щільних непроникних породах. Для газових родовищ з великим поверхом газоносності і аномально високими пластовими тисками кількість проміжних колон і положення їх опирачів (башмаків) повинно забезпечувати буріння без поглинань промивної рідини і пов'язаних з ними викидів та відкритих фонтанів.

## СКЕРУВАННЯ
Скерування (направлення) — зовнішня обсадна колона великого діаметра і довжиною 20 — 40 м, призначена для попередження від розмивання сипких верхніх шарів порід.

## СИСТЕМА ДОННОЇ ПІДВІСКИ
Система підтримки обсадної колони на морському дні; при роботі самопідіймального бурового устаткування система підвіски забезпечує відокремлення напрямної труби від першої обсадної колони; без цієї підтримки напрямна труба з'єднувалася б з обсадною колоною, проникаючи в свердловину на деяку глибину.

## Обсадні труби та їх з'єднання

Рис. 4. Схема обсадних труб та їх з'єднань: а — труба з муфтовим з'єднанням та різьбою трикутного чи трапецієподібного профілю; б — труба з муфтовим з'єднанням підвищеної герметичності трапецієподібного профілю; в — труба з одним потовщеним кінцем, безмуфтовим з'єднанням підвищеної герметичності і різьбою трапецієподібного профілю.

Рис. 5. Схема конічної різьби трикутного профілю: 1 — лінія паралельна осі різьби; 2 — лінія середнього діаметра різьби.

Рисунок 6. — Схема компоновки для вирізання ділянки обсадної колони
1 — вирізний пристрій, 2 — обважнені бурильні труби, 3 — центратор, 4 — бурильні труби, 5 — обсадна колона

Обсадну колону компонують із стальних суцільнокатаних труб, які з'єднуються між собою за допомогою різьби. Обсадні труби для нафтових і газових свердловин виготовляють у відповідності з існуючим стандартом.
За конструкцією всі труби можна умовно розділити на дві групи. Основну групу складають труби, виготовлені у вигляді пустотілого циліндра круглого поперечного перерізу з постійною по довжині товщиною стінки (рис. 4 а, б). До другої групи належать труби, виготовлені у формі циліндра, потовщеного на одному кінці назовні (рис. 4 в).
Труби з постійною по довжині товщиною стінки з'єднують між собою з допомогою муфт. Кінці кожної труби мають форму зрізаного конуса з нахилом твірної до осі під кутом 10 47' 24 (подвоєний тангенс цього кута — конусність дорівнює 1:16) з нарізаною різьбою спеціального профілю.
Муфти до таких труб виготовляють у вигляді пустотілого циліндра круглого перерізу з нарізаною внутрішньою різьбою (рис. 4 а, б). Конусність і профіль різьб у муфтах такі ж, як і на трубах.
Труби з потовщеними кінцями з'єднують між собою згвинчуванням труба в трубу. (рис. 4 в). Зовнішня поверхня нормального і внутрішня поверхня потовщеного кінця цих труб мають різьбу спеціального профілю з конусністю 1:16.
Стандартом передбачений випуск п'яти різновидностей з'єднань обсадних труб:
1. з короткою трикутною різьбою;
2. з подовженою трикутною різьбою;
3. з трапецієподібною різьбою (ОТТМ);
4. високогерметичні з трапецієподібною різьбою (ОТТГ);
5. високогерметичні безмуфтові з'єднання з трапецієподібною різьбою (ТБО).
Перші дві різновидності мають конічну різьбу трикутного профілю (рис. 5) і відрізняються між собою її довжиною. Довжина різьби у з'єднаннях другої різновидності на 25 — 50 % (в залежності від діаметра труби) більша, ніж першої. Кут при вершині профілю різьби дорівнює 60о.
Обсадні труби українського виробництва виготовляються з різних марок сталі: Д, Е, Л, М, Р, Т згідно з ДСТУ. Імпортні труби виготовляються зі сталей: Н-40; J-55; К-55; С-75; L-80; N-80; С-95; Р-110; С-90; S-95; S-125; S-135; V-150 згідно зі стандартом АРІ. Виготовляються також обсадні труби зі спеціальних сталей, стійких до сірково-дневого розтріскування та до впливу вуглекислого газу: С-75; L-80;
С-90; С-100; С-110 та ін.
Для позначення різновидів обсадних труб застосовується їх маркування, наприклад, ОТТГ-245×10-Д, де ОТТГ  обсадні труби з трапецієвидною різьбою високо герметичні; 245 — зовнішній умовний діаметр труб; 10 — товщина стінки труби; Д — марка сталі за міцністю.

## Методи контролю технічного стану обсадних колон
Методи контролю технічного стану обсадних колон використовуються для виявлення вм'ятин, тріщин, місць порушення герметич-ності, обривів по тілу труби та інших дефектів.
Відомо багато, методів і приладів для визначення дефектів в обсадних колонах. Це прямі методи контролю — оптичний, акустичний, електромеханічний, механічний, магнітний, індукційний, метод розсіяного гамма-випромінювання та непрямі методи — резистивіметрія, термометрія, метод радіоактивних ізотопів.
Оптичний метод базується на одержанні оптичних зображень стінок обсадної колони та візуальному їх вивченні. Для цього використовують свердловинні фотоапарати, фото- і кінотелевізійні установки. Недолік цього методу полягає в тому, що стан обсадної колони можна контролювати тільки в оптично прозорому середовищі. Крім того, виникають труднощі у діагностиці дефектів обсадної колони на основі візуальних зображень її поверхні.
Акустичний метод ґрунтується на реєстрації відбитих від поверхні труб високочастотних ультразвукових коливань, що дозволяє одержати акустичний обрис досліджуваної поверхні. Розроблений свердловинний акустичний телевізор дає змогу здійснювати контроль внутрішньої поверхні, обсадних труб на необхідних інтервалах глибин. З йото допомогою можна визначити місцезнаходження перфораційних отворів, тріщин тощо. Недоліки акустичного методу полягають у його нечутливості до локальних порушень геометрії труб (типу вм'ятин) та похибках, зумовлених наявністю на поверхні труб або у буровому розчині різних неметалічних включень (шламу).
Електромеханічний метод контролю зміни внутрішнього діаметра базується на вимірюванні переміщень шести-восьми важелів, які ковзають на внутрішній поверхні обсадної колони і їх радіальні переміщення передаються на рухомий контакт реостату, що призводить до зміни співвідношень між електричними опорами і реєструється на поверхні (такий принцип реалізований у каверномірі). Розроблений прилад для вимірювань діаметра обсадної колони та реєстрації муфтових з'єднань, характеризується достатньо високою точністю (до 1 мм). Недоліки електромагнітного методу полягають в усередненні результатів вимірювань, а також у неможливості діагностики поздовжніх дефектів.
Механічний метод контролю технічного стану обсадних колон базується на такому ж принципі, що і електромеханічні, тільки ре-зультати вимірювань реєструються безпосередньо у приладі.
Магнітний метод ґрунтується на реєстрації магнітних полів розсіювання навколо отворів у колоні при її намагнічуванні стаціонарним магнітним полем. Розроблений локатор перфораційних отворів з магнітним датчиком характеризується високою розрізняючою здатністю.
Непрямі методи контролю стану обсадних колон (резистивіметрія, термометрія, метод радіоактивних ізотопів) використовуються разом з іншими операціями, зв'язаними з припливом або поглинанням рідини через місце порушення.
Дефекти в обсадних колонах установлюються на основі характерних аномалій питомого електричного опору рідини у свердловині, температури та інтенсивності гамма-випромінювання.

## Спуск обсадної колони
Перед спуском обсадної колони у свердловину перевіряють: фундаменти і основи вежі, її центрування, стан бурової вежі та кріплення її елементів, двигуни, працездатність підвіски машинних ключів, лебідку та її привод, гальмівну систему, кріплення кронблока, стан талевого канату, бурові насоси, вільний підхід до гирла свердловини, очищаються приймальні ємності.

### Підготовка обсадних труб до спуску у свердловину
Обсадні труби, що надходять із трубопрокатних заводів на бурове підприємство, повинні мати заводські сертифікати, у яких має бути інформація про: властивість сталі, з якої виготовлені труби; проведену на заводі перевірку труб та її обсяг; заводські номери труб і номери плавок сталі. У випадку невідповідності якості обсадних труб, бурове підприємство може висувати заводам-виробникам претензії стосовно якості, за наявності сертифікату із вказаною інформацією.
Підготовка обсадних труб перед їх використанням, зазвичай, ведеться на трубних базах бурових підприємств. При цьому перевіряється відповідність заводської інформації сертифікату, трубам присвоюється інвентарний номер. Труби і муфти перевіряють візуальним оглядом на відсутність дефектів, вимірюється довжина труб, різьби труб перевіряються калібрами. Також труби підлягають перевірці опресуванням, дефектоскопією, товщинометрією. Для перевірки прохідності внутрішньої порожнини труб застосовують внутрішні шаблони. Діаметр шаблона має бути на 3 — 5 мм меншим від номінального внутрішнього діаметра труби.
Труби опресовують водою з витримкою часу не менше 30 с. Якщо міцність труби дозволяє, тиск опресування може бути підвищений до допустимого. Згідно з інструкцією із розрахунку та опресування обсадних колон, труби на поверхні треба опресовувати із запасом міцності 1,1 від межі текучості. На підготовку труб складається акт. Також проводять опресування спущеної у свердловину колони.
Методи контролю якості обсадних труб, які наразі застосовуються, не дають повної гарантії виявлення дефектів. Тріщини по тілу труби при опресуванні можуть розкриватися не завжди. Згідно із дослідженнями, тільки після десятиразового випробовування труб тиском можна виявити більшість дефектів при опресуванні. Також не всі дефекти виявляються і при дефектоскопії тіла труб і муфт, яка проводиться ультразвуковим методом. Дефектоскопію необхідно проводити після опресування труб, тобто після створення деформації і розкриття дефектів.
Надійнішими є обсадні труби, що випускаються згідно зі стандартами АРІ. Ці труби проходять більш ґрунтовну перевірку на заводах і з ними ускладнень практично не виникає. При цьому на заводі відбраковується від 20 до 30 % труб.
Доставлені на свердловину обсадні труби повинні мати сертифі-кат і заводське маркування, а також відомість про їх перевірку на базі виробничого обслуговування. На свердловині труби перевіряють на відповідність їх відомості, проводять повторний зовнішній огляд і шаблонування.
Транспортування труб без запобіжних кілець на різьбових з'єднаннях забороняється. Також забороняється скидання труб із тра-нспортних засобів.
На кожні 1000 м підготовлених до спуску труб необхідно мати 50 м запасних.
На свердловині, при укладанні труб на містки необхідно: — виміряти довжину труби від торця муфти до початку різьби ніпеля; — записати порядковий номер і довжину труби у відомість укла-дання труб, перевірити відповідність заводського маркуванням з відомістю підготовки; — торці муфт труб у рядах потрібно розміщувати по прямій лінії, а у наступних верхніх рядах — ступенями, відступивши від кожного покладеного ряду на довжину муфти.
Різьби труб і запобіжні кільця необхідно промивати, а при використанні мастил їх попередньо знежирюють. На ніпелі труб, після промивання, нагвинчують запобіжні кільця. Застосування металевих щіток для очищення різьб не допускається.

### Підготовка свердловини до спуску обсадних колон
Спуск обсадних колон є найвідповідальнішою операцією у бу-рінні (або закінчуванні) свердловин. Від спуску колони до вибою та її цементування залежить подальша якісна експлуатація свердловини. Обсадна колона має більший діаметр від бурильної колони. При її спуску маємо обмежені можливості з усунення перешкод. Тому свердловину необхідно ретельно готувати до спуску обсадної колони. При зупинці проходження обсадної колони у стовбурі свердловини, рідко коли її можна підняти зі свердловини без ускладнень.
Підготовка стовбура свердловини та обсадних труб до спуску колони, спуск колони і її цементування повинні виконуватися згідно із розробленими планами робіт, затвердженими у встановленому порядку.
Перед спуском обсадної колони, у свердловині необхідно провести комплекс електрометричних і інших геофізичних дослідницьких робіт для здійснення та контролю технологічного процесу кріплення.
Міцність проміжних обсадних колон і встановленого на них противикидного обладнання (превенторів) при бурінні на площах із наявністю сірководню та на континентальному шельфі повинна забезпечувати закриття гирла свердловини при відкритому фонтануванні. В інших випадках, якщо ці умови виконати неможливо, при розрахунку проміжних колон на внутрішній тиск треба приймати найміцніші труби асортименту.
Перед спуском обсадної колони необхідно проаналізувати стан свердловини: визначити місця ускладнень, наявних звужень стовбура, зон осипання та жолобних виробок. Такі зони визначають за даними геофізичних досліджень і поведінкою свердловини під час буріння. Якщо компоновка низу бурильної колони (КНБК), яка використовувалася під час буріння, має недостатню жорсткість, то стовбур свердловини калібрують жорсткішими компоновками. Жорсткість КНБК повинна відповідати жорсткості обсадної колони. При проробці стовбура свердловини жорсткість компоновки потрібно збільшувати поетапно. Жорсткими компоновками проробляють стовбур у місцях посадок і затяжок бурильних труб і звужень стовбура, виявлених на кавернограмах.
Проробку стовбура проводять в інтервалах звужень, а калібрування – на глибину спуску колони при рівномірній подачі долота і промиванні з такою ж продуктивністю, як і при бурінні.
Особливу увагу необхідно приділити ліквідації сальників у стовбурі свердловини. Сальники утворюються за наявності в᾽язких глин у розрізі. Необхідно пам’ятати, що під час проробки стовбура під спуск обсадної колони можуть утворюватись сальники. Глинисті відклади під дією фільтрату (води) з промивальної рідини набухають і стають липкими. Під час проробки така липка глина налипає на елементи компоновки і утворює сальник. Тому необхідно після проробки, перед спуском колони, перевірити свердловину на відсутність сальників за допомогою каверноміра. Каверни у стовбурі свердловини заповнюються шламом і загуслим промивальної рідини. Перед спуском обсадної колони цей шлам потрібно видалити зі свердловини. Під час спуску обсадної колони, внаслідок зміни режиму руху промивальної рідини у свердловині, шлам зрушується з місця і спричиняє прихоплення колони. Перед спуском колони доцільно перевірити відсутність корків у стовбурі контрольним спуском долота. Перед контрольним спуском долота обробляють промивальну рідину, у рідину уводять змащуючі домішки, параметри промивальної рідини доводять до проєктних.
Спуск обсадної колони повинен проходити без затримок. Для цього необхідно ретельно перевірити стан бурового обладнання й усунути всі недоліки, створити запас запчастин і матеріалів на випадок виходу з ладу обладнання. Підготовка стовбура і колони перевіряється відповідальними працівниками, які дають дозвіл на спуск колони.
Перед спуском обсадної колони перевіряють: фундаменти і основи вежі, її центрування, стан вежі та кріплення її елементів, двигуни, працездатність підвіски машинних ключів, лебідку та її привод, гальмівну систему, кріплення кронблока, стан талевого канату, бурові насоси, вільний підхід до гирла свердловини, очищаються приймальні ємності.
На одному із превенторів рекомендується замінити плашки під розмір обсадних труб або мати бурильну трубу під наявні плашки превентора зі зворотним клапаном і перехідником для з’єднання з обсадними трубами. Перевірити точність показників гідравлічного індикатора ваги (ГІВ).

### Операція спуску обсадної колони
Обсадні колони спускають у свердловину суцільними (однією секцією) або частинами, тобто кількома секціями.
Перевага надається спуску обсадних колон однією секцією. До-пускається спуск колон двома секціями із застосуванням стикуваль-них пристроїв, опресованих перед спуском у свердловину на тиск, що забезпечує випробування колони на герметичність.
Нижню секцію колони спускають на бурильних трубах. З᾽єднання допускних бурильних труб із обсадними виконується за допомогою лівої різьби. Після цементування обсадної колони залишки цементу вимивають крізь спеціальні отвори, а після затвердіння цементу бурильні труби відгвинчують від обсадних. Наступні (верхні) секції стикуються з нижньою секцією. Один із найдосконаліших пристрій для спуску колон секціями розроблено у геологічному об’єднанні “Полтаванафтогазгеологія” (автори Глушаков А.Я., Волошанівський Б.О.). Цей стикувальний пристрій дозволяє цементувати нижню секцію колони не розвантажуючи її на вибій, провертати колону під час спуску і цементування. Верхню секцію обсадної колони цементують після її з᾽єднання з нижньою секцією. Після цементування обсадну колону можна натягувати з розрахунковим зусиллям, яке запобігає розгерметизацію колони при дії згинаючих навантажень під час експлуатації свердловини.
Спуск обсадних колон секціями використовується з метою: зменшення навантаження на бурову установку при спуску важких обсадних колон, зменшення тривалості спуску колони для запобігання ускладнень у свердловині, зменшення висоти підйому цементу за обсадною колоною для уникнення поглинання цементного розчину і виникнення заколонних перетоків. Зменшення висоти підйому цементу за колоною можна також досягнути ступеневим цементуванням колони (частинами, у два прийоми) за допомогою цементувальної муфти, яку встановлюють на розрахунковій висоті.
Місце стикування секцій обсадної колони має бути перекрите попередньою обсадною колоною. При цьому глибина встановлення муфти для ступеневого цементування або стикувального пристрою секцій визначається із умови, що під час початкової стадії затвердівання цементного розчину, коли цементний камінь подібний до проникної матриці з продуктів гідратації, поровий простір якої заповнений вільною водою, знижується тиск на пласти і створюються найбільш сприятливі умови для фільтрації через нього пластового флюїду.

## Оснащення обсадних колон

Рис. 7. Компонування низу обсадної колони
1 — направляюча пробка, 2 — підошва; 3 — заливний патрубок;
4 — зворотний клапан; 5 — упорне «стоп-кільце»

Нижню частину обсадної колони обладнують направляючим корком (пробкою). Направляюча пробка 1 (рис.) служить для направлення низу колони по стовбуру свердловини при спуску, уникнення зупинок колони на уступах у свердловині. Направляюча пробка може бути чавунною, бетонною або дерев᾽яною. Чавунні пробки надійніші. Їх слід використовувати у похило-скерованих свердловинах, де бетонна пробка може зруйнуватися під час спуску. Бетонні пробки вигідні тим, що вони легко розбурюються. Дерев᾽яні пробки ненадійні і їх можна використовувати тільки при спуску коротких колон (кондукторів) у вертикальних свердловинах. За відсутності у розрізі твердих пропластків, такі колони спускають без направляючих пробок. У м᾽яких відкладах уступи у свердловині зрізаються кромкою підошви колони.
Підошва колони 2 (рис. 7) — це товстостінна подовжена муфта з фаскою під 45о, яка при подальшому бурінні служить для направлення долота та іншого інструменту в обсадну колону при підйомі, запобігає руйнуванню нижнього кінця колони при підйомі бурильної колони.
У бетонній підошві, над направляючою пробкою, виконані отвори, закриті діафрагмами. Отвори дають можливість відновити промивання при забитому центральному отворі. Для цього також може служити заливний патрубок 3 (рис. 7), який встановлюється вище підошви.
Над підошвою колони, у наступному різьбовому з᾽єднанні, ставиться зворотний клапан 4 . Зворотний клапан запобігає попадання шламу всередину обсадної колони при її спуску, також він запобігає зворотний рух цементного розчину після закінчення цементування.
Якщо під час ОЗЦ обсадну колону залишити під тиском, що був на момент «Стоп» (у кінці продавлювання цементного розчину) коли колона перебуває у роздутому стані, то після зниження тиску між колоною і цементним каменем буде відсутнє зчеплення. З часом, при експлуатації свердловини, у цьому інтервалі може утворитись канал міжпластових перетікань флюїдів. Для одержання міцного контакту цементного каменю з колоною рекомендується після закінчення цементування максимально знижувати тиск у колоні на період ОЗЦ.
Зворотні клапани можна використовувати тільки при прямому способі цементування.
Застосовуються зворотні клапани різних конструкцій. У тарілчастих зворотних клапанах сідло і тарілка виготовляються з чавуну. Недоліком таких клапанів є можливий обрив шпильки тарілки зворотного клапана під дією потоку цементного розчину.
Американські фірми випускають зворотні клапани із відкидними тарілками, які включаються в роботу після проходження через них цементувальної пробки і зрізання штифтів, що утримують тарілку клапана біля стінки. Тарілчасті клапани погано розбурюються, а при тривалому промиванні свердловини вони розмиваються.
У зворотних клапанах типу ЦКОД перелив промивальної рідини під час спуску колони регулюється дроселюванням. Перед цементуванням в обсадну колону вкидають пластмасову кулю, яка продавлюється через діафрагму клапана, після чого куля перешко-джає зворотному рухові тампонажного розчину. Пластмасова куля має густину 1690 кг/м3 і для того, щоб вона спливала і клапан закривався, густина цементного розчину повинна бути дещо більшою. При використанні легких цементних розчинів на підошву закачують пачку важкого тампонажного розчину.
Клапани типу ЦКОД недостатньо надійні. Пластмасова куля піддається корозії у промивальній рідині і клапан перестає працювати. Для більшої надійності, при спуску колон секціями, нижні секції обладнують двома зворотними клапанами.
Вище зворотних клапанів, у муфті обсадної труби, встановлюють чавунне упорне «стоп-кільце» 5 (рис. 7). «Стоп-кільце» служить для зупинки продавлюваної пробки при цементуванні колони. «Стоп-кільце» встановлюють на 20 м вище підошви обсадної колони. Для якісного цементування підошви колони, «стоп-кільце» може встановлюватись дещо вище, на відстані 40 м від підошви, так як остання порція цементного розчину не завжди є якісною. При цьому остання порція цементу залишиться в колоні (технологічний цементний стакан).
У процесі буріння під наступну колону, при обертанні долота, на нижні труби проміжної обсадної колони діє момент, який спричиняє відгвинчування нижніх труб. Переважно відгвинчуються дві нижні труби під час розбурювання елементів оснастки обсадної колони та при бурінні. Тому, для запобігання розгвинчування різьбові з᾽єднання нижніх п'яти труб після згвинчування додатково закріплюють зварюванням.
Для підвищення якості цементування обсадні колони обладнують спеціальними пристроями. Для центрування колони у стовбурі свердловини на обсадних трубах монтують пружні центратори, які складаються із двох кілець, з’єднаних між собою вигнутими пружними планками. Центратори монтують на муфтах обсадної колони або на спеціальних кільцях, які можна кріпити у будь-якому місці обсадної труби. Використовують також жорсткі центратори із привареними до кілець ребрами. Центратори встановлюють між продуктивними горизонтами, які потрібно ізолювати один від одного. Для визначення кількості центраторів виконують розрахунки.
Для створення кругового руху цементу за обсадною колоною на ній монтують турболізатори, які закручують потік тампонажного розчину у заколонному просторі.
В особливо важливих ділянках, між пластами, встановлюють заколонні пакери. Після закінчення цементування у колоні створюється додатковий тиск, який розширює гумовий елемент пакера і герметизує заколонний простір. Деякі конструкції пакерів дозволяють використовувати їх також як муфти для цементування ступенями.
Для руйнування глинистої кірки на стінках свердловини, обсадну колону обладнують скребками. При підйомі та опусканні обсадної колони на певну довжину під час цементування (розходжуванні колони) скребки руйнують глинисту кірку.